# Élections communales luxembourgeoises de 2011
Les élections communales luxembourgeoises de 2011 se sont déroulées le 9 octobre 2011.